# We Weren’t Born to Follow
We Weren't Born to Follow – singel zespołu Bon Jovi wydany 17 sierpnia 2009 za pośrednictwem wytwórni Island Records (początkowo jedynie w radiu). 14 października wydany został teledysk, w którym muzycy posłużyli się sylwetkami i czynami postaci ze świata polityki i kulty XX wieku (m.in. Desmond Tutu, Barack Obama, Robert F. Kennedy, Les Paul).
Utwór uzyskał nominację do nagrody Grammy w kategorii Best Pop Performance by a Duo or Group with Vocals.

## Spis utworów

### Wersja amerykańska
Sporządzono na podstawie materiału źródłowego.
1. "We Weren't Born to Follow" - 4:09 (Jon Bon Jovi, Richie Sambora)

### Wersja japońska
1. "We Weren't Born to Follow" - 4:09
2. "We Weren't Born to Follow" - 4:09 (wersja instrumentalna)

### Wersja europejska
1. "We Weren't Born to Follow" - 4:09
2. "Blaze of Glory" - 5:48 (Bon Jovi) (nagrane na żywo podczas występu w Madison Square Garden, 15 lipca 2008)

### Wersja europejska - maxisingel
Sporządzono na podstawie materiału źródłowego.
1. "We Weren't Born to Follow" - 4:09
2. "Blaze of Glory" - 5:48 (Bon Jovi) (nagrane na żywo podczas występu w Madison Square Garden, 15 lipca 2008)
3. "In These Arms" - 5:48 (Bon Jovi) (nagrane na żywo podczas występu w Madison Square Garden, 15 lipca 2008)
4. "I'll Sleep When I'm Dead" - 5:48 (Bon Jovi) (nagrane na żywo podczas występu w Madison Square Garden, 15 lipca 2008)

## Pozycje na listach przebojów
| Lista (2009)                            | Pozycja |
| --------------------------------------- | ------- |
| Austria                                 | 4       |
| Canadian Hot 100                        | 29      |
| Czech Radio Top100                      | 46      |
| Irish Singles Chart                     | 41      |
| Dutch Singles Chart                     | 73      |
| European Hot 100                        | 22      |
| Niemcy                                  | 6       |
| Sverigetopplistan                       | 30      |
| Swiss Singles Charts                    | 14      |
| Japan Hot 100                           | 3       |
| Włochy                                  | 5       |
| UK Singles Chart                        | 25      |
| Billboard Hot 100                       | 68      |
| Billboard Hot Adult Contemporary Tracks | 16      |
| Billboard Hot Adult Top 40 Tracks       | 10      |